# FIFA 컨페더레이션스컵
FIFA 컨페더레이션스컵(FIFA Confederations Cup)은 국제 축구 연맹(FIFA)가 주관했던 대회 가운데 하나이다. 대륙간컵, 혹은 줄여서 컨페드컵이라고 부르기도 했다. 참가 팀은 개최국 팀과 FIFA 월드컵 우승 팀, 그리고 6개 대륙별 축구 선수권 대회인 코파 아메리카(남아메리카)·AFC 아시안컵(아시아)·아프리카 네이션스컵(아프리카)·UEFA 유럽 축구 선수권 대회(유럽)·CONCACAF 골드컵(북아메리카)·OFC 네이션스컵(오세아니아)의 우승국 6개 팀까지 총 8개 팀이 경기에 참여했다.

## 역사
1992년과 1995년에 사우디아라비아에서 개최된 킹 파흐드컵(King Fahd Cup)이 전신이다. 이 대회는 당시 사우디아라비아의 국왕이었던 파흐드 빈 압둘아지즈 알사우드에서 이름을 딴 축구 대회로서 사우디아라비아 대표팀과 대륙별 축구 선수권 대회에서 우승한 대표팀들을 초청하여 진행된 축구 대회였다. 1997년 FIFA가 해당 대회의 개최권을 인수하면서 컨페더레이션스컵이라는 이름을 처음 사용했다.
2005년까지 2년마다 개최되어 왔으나, 선수들을 혹사시킨다는 지적으로 그 후로는 4년마다 차기 FIFA 월드컵 개최국에서 개최되었으며, 참가 팀은 총 8개 팀으로 개최국과 FIFA 월드컵 우승 팀, 그리고 대륙별 축구 대회인 코파 아메리카(남아메리카)·AFC 아시안컵(아시아)·아프리카 네이션스컵(아프리카)·UEFA 유럽 축구 선수권 대회(유럽)·CONCACAF 골드컵(북아메리카)·OFC 네이션스컵(오세아니아)의 우승국 6개 팀 등 총 8개 팀이 경기에 참여했다. 경기 방식은 8개 팀을 2개 조로 나눠 리그전으로 진행한 뒤, 상위 2개 팀이 토너먼트 형식의 준결승전과 결승전 혹은 3.4위전을 치르는 방식이었다.
이 대회는 FIFA 월드컵 개최 1년 전에 해당 개최 국가에서 FIFA 월드컵의 리허설 대회 형식으로 치러졌다. 거의 대부분의 경기를, 약 1년 뒤에 실제 FIFA 월드컵 경기가 열릴 구장에서 치르는 것이 관례처럼 되었다. 해당 FIFA 월드컵 개최 국가는 이 대회를 통해 경기장 시설과 숙박, 교통, 행정, 통신 등의 분야에 대한 대회 준비의 이상 유무를 점검했다.
마지막 FIFA 컨페더레이션스컵 대회는 2017년 러시아에서 개최되었으며, 2019년 3월 15일에 열린 FIFA 평의회에서 대회 폐지를 발표하였다.

### 대회의 폐지
2021년 FIFA 컨페더레이션스컵은 원래 2022년 FIFA 월드컵 개최국인 카타르에서 열릴 예정이었지만 2015년 3월에 열린 국제 축구 연맹(FIFA) 집행위원회가 카타르에서 열릴 예정인 2022년 FIFA 월드컵을 2022년 11월부터 12월까지 열기로 결정하면서 개최권을 상실했다. 이에 따라 FIFA는 2021년 FIFA 컨페더레이션스컵 대회 개최국을 아시아 축구 연맹(AFC) 회원국에 한정하여 다시 선정하겠다는 계획을 세웠지만 끝내 실현되지는 않았다. 또한 FIFA는 2022년 FIFA 월드컵의 리허설 차원에서 2021년에 열리는 FIFA 클럽 월드컵을 카타르에서 개최한다는 방침을 세웠지만 이마저도 실현되지 않았다.
2017년 10월에 FIFA가 2021년을 기해 FIFA 컨페더레이션스컵을 폐지하려는 계획이 폭로되었다. 이 계획에 따르면 FIFA는 24개 팀이 참가하는 FIFA 클럽 월드컵을 4년 주기로 개최하는 한편 FIFA 클럽 월드컵 개최 시기를 12월에서 6월로 앞당긴다는 내용이 담겨 있다. 그 외에 FIFA 컨페더레이션스컵을 폐지하는 대신 UEFA 네이션스리그, CONCACAF 네이션스리그와 같이 대륙별 축구 연맹이 주관하는 "네이션스리그"(Nations League)로 대체하는 방안도 나오기도 했다.

## 역대 컨페더레이션스컵 결과
| 연도   | 개최국            | 결승전     | 결승전   | 결승전         | 3·4위전        | 3·4위전         | 3·4위전           |
| 연도   | 개최국            | 우승       | 득점     | 준우승         | 3위            | 득점            | 4위               |
| ------ | ----------------- | ---------- | -------- | -------------- | -------------- | --------------- | ----------------- |
| 1992년 | 사우디아라비아    | 아르헨티나 | 3–1      | 사우디아라비아 | 미국           | 5–2             | 코트디부아르      |
| 1995년 | 사우디아라비아    | 덴마크     | 2–0      | 아르헨티나     | 멕시코         | 1–1 (연) (5 승) | 나이지리아        |
| 1997년 | 사우디아라비아    | 브라질     | 6–0      | 오스트레일리아 | 체코           | 1–0             | 우루과이          |
| 1999년 | 멕시코            | 멕시코     | 4–3      | 브라질         | 미국           | 2–0             | 사우디아라비아    |
| 2001년 | 대한민국 일본     | 프랑스     | 1–0      | 일본           | 오스트레일리아 | 1–0             | 브라질            |
| 2003년 | 프랑스            | 프랑스     | 1–0 (연) | 카메룬         | 튀르키예       | 2–1             | 콜롬비아          |
| 2005년 | 독일              | 브라질     | 4–1      | 아르헨티나     | 독일           | 4–3 (연)        | 멕시코            |
| 2009년 | 남아프리카 공화국 | 브라질     | 3–2      | 미국           | 스페인         | 3–2 (연)        | 남아프리카 공화국 |
| 2013년 | 브라질            | 브라질     | 3–0      | 스페인         | 이탈리아       | 2–2 (연) (3 승) | 우루과이          |
| 2017년 | 러시아            | 독일       | 1–0      | 칠레           | 포르투갈       | 2–1 (연)        | 멕시코            |

## 통산 성적
1992년 킹 파흐드컵부터 2017년 러시아 대회까지 총 10회의 FIFA 컨페더레이션스컵에서 각 국가가 기록한 성적을 순위별로 나열한 통계표다. 최다 진출국은 브라질로서 총 7회 진출했고, 최다 우승국 역시 브라질로 4회의 최다 우승 성적을 가지고 있다. 초기에 사우디아라비아로부터 시작된 대회여서 사우디아라비아에서 세 번을 개최했었고, 1997년 공식 대회로 승인된 이래 2001년 처음 지금의 방식이 도입되고 2005년부터 현재 방식이 계속 이어져 오고 있다. 아무래도 월드컵에서 잘 나가는 국가들이 여기서도 좋은 성적을 거두는 경향이 있으나, 유럽과 남미를 제외한 각 대륙의 최강자들(멕시코, 미국, 카메룬, 이집트, 일본 등) 또한 자주 올라왔고 좋은 성적을 낼 때도 많았다.
순위를 결정하는 기준은 다음과 같다.
- 승리 3점, 무승부 1점, 패배 0점으로 계산한다. (1990년 월드컵 이전에는 승리가 2점이었지만 전부 3점으로 처리)
- 승점이 많을수록 상위권에 랭크
- 승점이 같으면 평균 점수[6] > 골득실 > 다득점 > 승자승 순으로 랭크 (대회 조별리그 기준과 동일)
- 굵은 글씨(국가 이름)는 최근대회(2017년 FIFA 컨페더레이션스컵) 진출국
- 굵은 글씨(숫자)는 각 기록에서 가장 높은 순위

| 순위 | 국가              | 승점 | 진출 횟수 | 경기 횟수 | 승 | 무* | 패 | 득점 | 실점 | 득실차 | 평균 점수 | 최고 순위  |
| ---- | ----------------- | ---- | --------- | --------- | -- | --- | -- | ---- | ---- | ------ | --------- | ---------- |
| 1    | 브라질            | 74   | 7         | 33        | 22 | 5   | 6  | 76   | 31   | +45    | 2.15      | 우승 (4)   |
| 2    | 멕시코            | 39   | 7         | 27        | 11 | 6   | 10 | 44   | 43   | +1     | 1.44      | 우승 (1)   |
| 3    | 프랑스            | 27   | 2         | 10        | 9  | 0   | 1  | 24   | 5    | +19    | 2.70      | 우승 (2)   |
| 4    | 독일              | 26   | 3         | 13        | 8  | 2   | 3  | 29   | 22   | +7     | 2.00      | 우승 (1)   |
| 5    | 스페인            | 22   | 2         | 10        | 7  | 2   | 1  | 26   | 6    | +20    | 2.20      | 준우승 (1) |
| 6    | 미국              | 19   | 4         | 15        | 6  | 1   | 8  | 20   | 20   | 0      | 1.27      | 준우승     |
| 7    | 아르헨티나        | 18   | 3         | 10        | 5  | 3   | 2  | 22   | 14   | +8     | 1.80      | 우승 (1)   |
| 8    | 오스트레일리아    | 18   | 4         | 16        | 5  | 3   | 8  | 17   | 25   | -8     | 1.13      | 준우승     |
| 9    | 일본              | 17   | 5         | 16        | 5  | 2   | 9  | 19   | 25   | -6     | 1.06      | 준우승     |
| 10   | 우루과이          | 16   | 2         | 10        | 5  | 1   | 4  | 22   | 13   | +9     | 1.60      | 4위        |
| 11   | 카메룬            | 14   | 3         | 11        | 4  | 2   | 5  | 7    | 11   | -4     | 1.27      | 준우승     |
| 12   | 포르투갈          | 11   | 1         | 5         | 3  | 2   | 0  | 9    | 3    | +6     | 2.20      | 3위        |
| 13   | 이탈리아          | 10   | 2         | 8         | 3  | 1   | 4  | 13   | 16   | -3     | 1.25      | 3위        |
| 14   | 사우디아라비아    | 10   | 4         | 12        | 3  | 1   | 8  | 13   | 31   | -18    | 0.83      | 준우승     |
| 15   | 나이지리아        | 8    | 2         | 6         | 2  | 2   | 2  | 11   | 7    | +4     | 1.33      | 4위        |
| 16   | 덴마크            | 7    | 1         | 3         | 2  | 1   | 0  | 5    | 1    | +4     | 2.33      | 우승 (1)   |
| 17   | 체코              | 7    | 1         | 5         | 2  | 1   | 2  | 10   | 7    | +3     | 1.40      | 3위        |
| 18   | 튀르키예          | 7    | 1         | 5         | 2  | 1   | 2  | 8    | 8    | 0      | 1.40      | 3위        |
| 19   | 대한민국          | 6    | 1         | 3         | 2  | 0   | 1  | 3    | 6    | -3     | 2.00      | 조별리그   |
| 20   | 칠레              | 6    | 1         | 5         | 1  | 3   | 1  | 4    | 3    | +1     | 1.20      | 준우승     |
| 21   | 콜롬비아          | 6    | 1         | 5         | 2  | 0   | 3  | 5    | 5    | 0      | 1.20      | 4위        |
| 22   | 이집트            | 5    | 2         | 6         | 1  | 2   | 3  | 9    | 16   | -7     | 0.83      | 조별리그   |
| 23   | 남아프리카 공화국 | 5    | 2         | 8         | 1  | 2   | 5  | 9    | 13   | -4     | 0.63      | 4위        |
| 24   | 러시아            | 3    | 1         | 3         | 1  | 0   | 2  | 3    | 3    | 0      | 1.00      | 조별리그   |
| 25   | 튀니지            | 3    | 1         | 3         | 1  | 0   | 2  | 3    | 5    | -2     | 1.00      | 조별리그   |
| 26   | 아랍에미리트      | 3    | 1         | 3         | 1  | 0   | 2  | 2    | 8    | -6     | 1.00      | 조별리그   |
| 27   | 볼리비아          | 2    | 1         | 3         | 0  | 2   | 1  | 2    | 3    | -1     | 0.67      | 조별리그   |
| 28   | 이라크            | 2    | 1         | 3         | 0  | 2   | 1  | 0    | 1    | -1     | 0.67      | 조별리그   |
| 29   | 그리스            | 1    | 1         | 3         | 0  | 1   | 2  | 0    | 4    | -4     | 0.33      | 조별리그   |
| 30   | 캐나다            | 1    | 1         | 3         | 0  | 1   | 2  | 0    | 5    | -5     | 0.33      | 조별리그   |
| 31   | 뉴질랜드          | 1    | 4         | 12        | 0  | 1   | 11 | 3    | 32   | -29    | 0.08      | 조별리그   |
| 32   | 코트디부아르      | 0    | 1         | 2         | 0  | 0   | 2  | 2    | 9    | -7     | 0.00      | 4위        |
| 33   | 타히티섬          | 0    | 1         | 3         | 0  | 0   | 3  | 1    | 24   | -23    | 0.00      | 조별리그   |

## 같이 보기
- UEFA 유럽 축구 선수권 대회
- AFC 아시안컵
- 코파 아메리카
- CONCACAF 골드컵
- 아프리카 네이션스컵
- OFC 네이션스컵